# Rruga shtetërore SH24
Die Rruga shtetërore SH24 (albanisch für Staatsstraße SH24) ist eine Nationalstraße in Albanien von rund zehn Kilometer Länge. Sie zweigt in Shkodra von der SH1 ab und führt nach Zogaj, einem kleinen Ort am Shkodrasee.

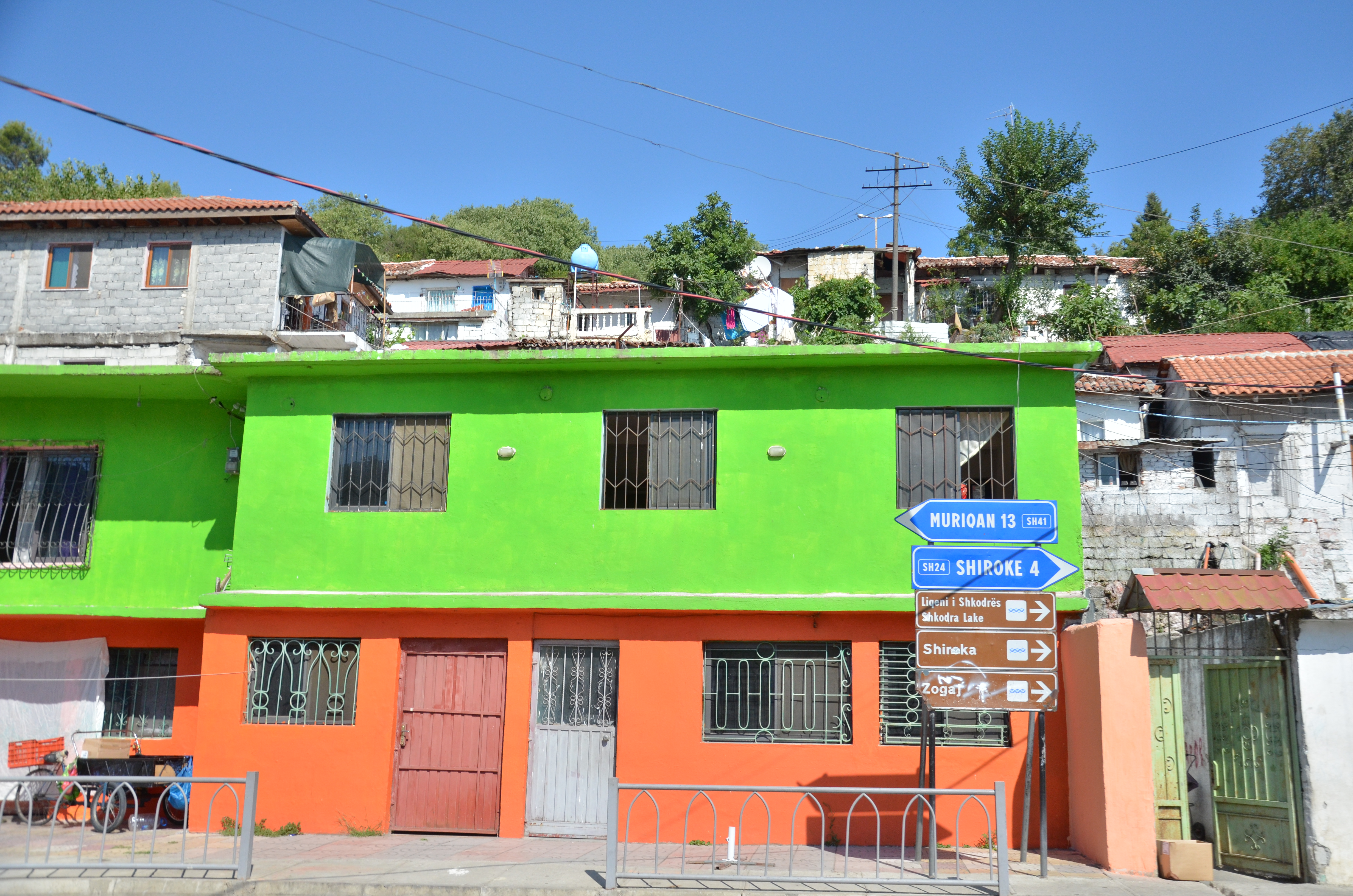
Beginn der Straße in Shkodra am westlichen Buna-Ufer (2017)

Gleich zu Beginn überquert die Straße in Shkodra den Fluss Buna auf einer Drehbrücke. Bis zur Eröffnung dieser Brücke im Jahr 2011 stand lediglich eine einspurige Brücke etwas weiter nördlich zur Verfügung. Jenseits der Brücke zweigt die SH41 ab, die Verbindungsstraße nach Ulcinj in Montenegro.
Nach der Flussüberquerung folgt die Straße am nördlichen Fuß des Berges Tarabosh dem Ufer des Shkodrasees erst durch Ausläufer von Shkodra, dann durch die Dörfer Shiroka und Zogaj. Eine Fortsetzung über die Grenze nach Montenegro fehlt.
2018 haben die Behörden Albaniens und Montenegros vereinbar, an der gemeinsamen Grenze westlich von Zogaj einen Grenzübergang zu errichten. Bis 2022 war aber nur auf montenegrinischer Seite die Straße bis zur Grenze ausgebaut. In Albanien fehlt aber rund anderthalb Kilometer Straße, die Verlängerung der SH24 von Zogaj bis zur Grenze.